# Свети Димитър (Ковачево)
Вижте пояснителната страница за други значения на Свети Димитър.
„Свети Димитър“ е православен параклис в село Ковачево, община Сандански, област Благоевград, България, част от Неврокопската епархия на Българската православна църква.

## История
Храмът е построен в XVII век. Възстановен е в XIX век. В него се пазят две ценни икони от XVIII и XIX век.